# Andreas Latzke
Andreas Latzke (* 1974) ist ein ehemaliger deutscher Eishockeyspieler sowie Inline-Skaterhockeyspieler und -trainer.

## Karriere
Andreas Latzke spielte zunächst Eishockey im Nachwuchs des ECD Sauerland. Mit der U20-Mannschaft trat er unter anderem in der Junioren-Bundesliga an. Nach der Gründung des Nachfolgevereins Iserlohner EC (IEC) gelang ihm der Sprung in die erste Mannschaft, die in der Saison 1994/95 in der drittklassigen 2. Liga an den Start ging. Nach dem Aufstieg in die direkt unterhalb der Deutschen Eishockey Liga (DEL) angesiedelten 1. Liga absolvierte er eine weitere Spielzeit beim IEC, bevor seine professionelle Eishockeykarriere endete.
Ab 2001 trat Latzke im Inline-Skaterhockey in Erscheinung. Für die Mendener Mambas spielte er von 2001 bis 2007 in den beiden höchsten deutschen Ligen. Parallel war er als Trainer tätig und führte die Mambas-Junioren im Jahr 2001 zur Deutschen Meisterschaft. Dafür wurde er von Inline-Skaterhockey Deutschland als Trainer des Jahres ausgezeichnet. Ab 2008 trainierte er eine Juniorenmannschaft der Samurai Iserlohn. Kurz darauf zog er sich aus dem Sport zurück, kehrte aber im Jahr 2011 nochmals als Trainer der Mambas-Bundesligamannschaft zurück.

## Erfolge und Auszeichnungen

### Eishockey
- 1995 Aufstieg in die 1. Liga mit dem Iserlohner EC

### Inline-Skaterhockey
- 2001 Deutscher Juniorenmeister mit den Mendener Mambas (als Trainer)
- 2001 Trainer des Jahres in der Inline-Skaterhockey-Bundesliga
- 2006 Aufstieg in die Inline-Skaterhockey-Bundesliga mit den Mendener Mambas (als Spieler)

## Karrierestatistik

### Inline-Skaterhockey
(Legende zur Spielerstatistik: Sp oder GP = absolvierte Spiele; T oder G = erzielte Tore; V oder A = erzielte Assists; Pkt oder Pts = erzielte Scorerpunkte; SM oder PIM = erhaltene Strafminuten; +/− = Plus/Minus-Bilanz; PP = erzielte Überzahltore; SH = erzielte Unterzahltore; GW = erzielte Siegtore; 1 Play-downs/Relegation; Kursiv: Statistik nicht vollständig)